# آهوماش برگ‌باریک
آهوماش برگ‌باریک (نام علمی: Lotus angustissimus) نام یک گونه از سرده آهوماش است. سرده آهوماش در ایران ده گونه گیاه علفی یکساله و چند ساله دارد.

## نگارخانه

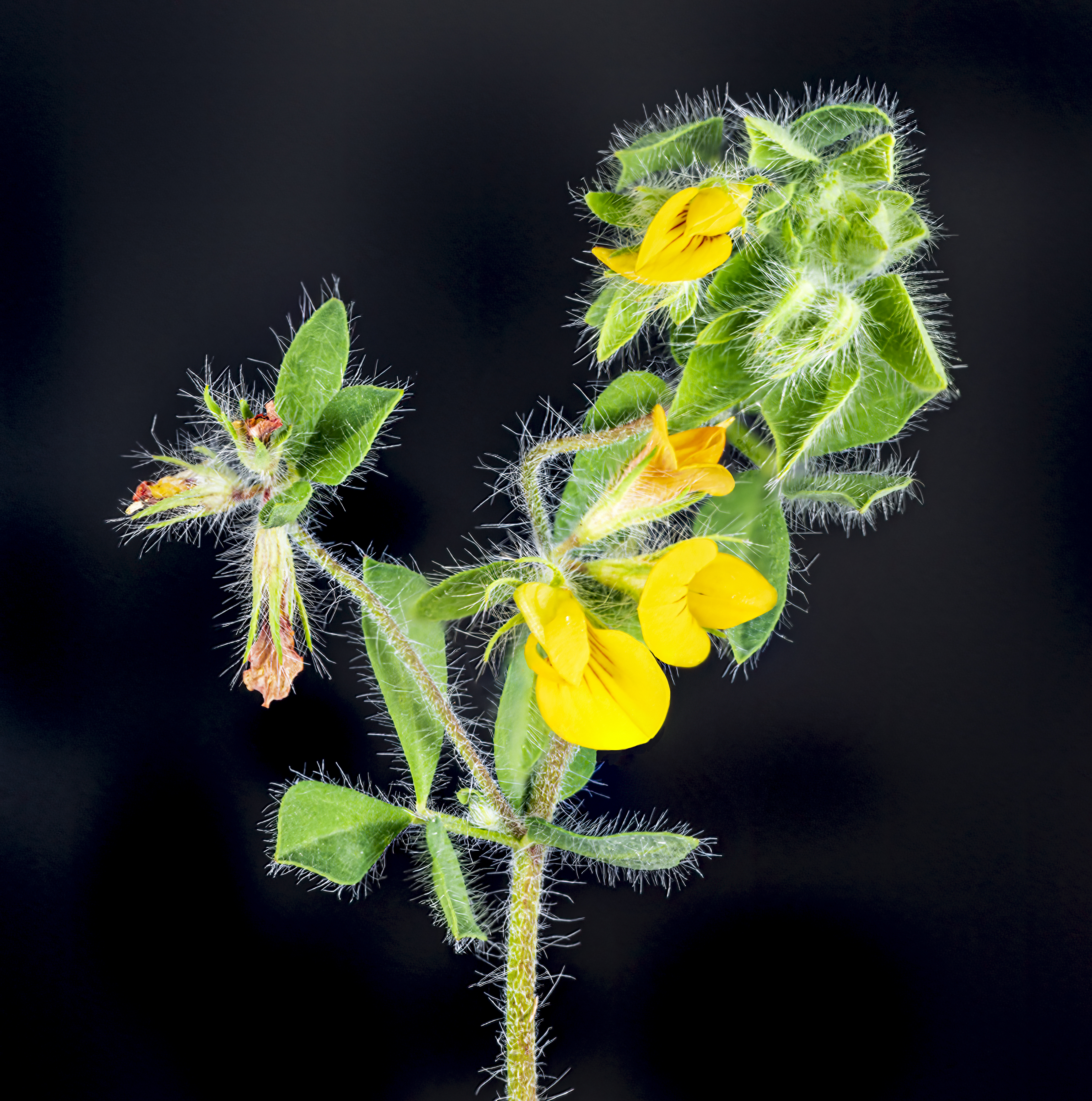
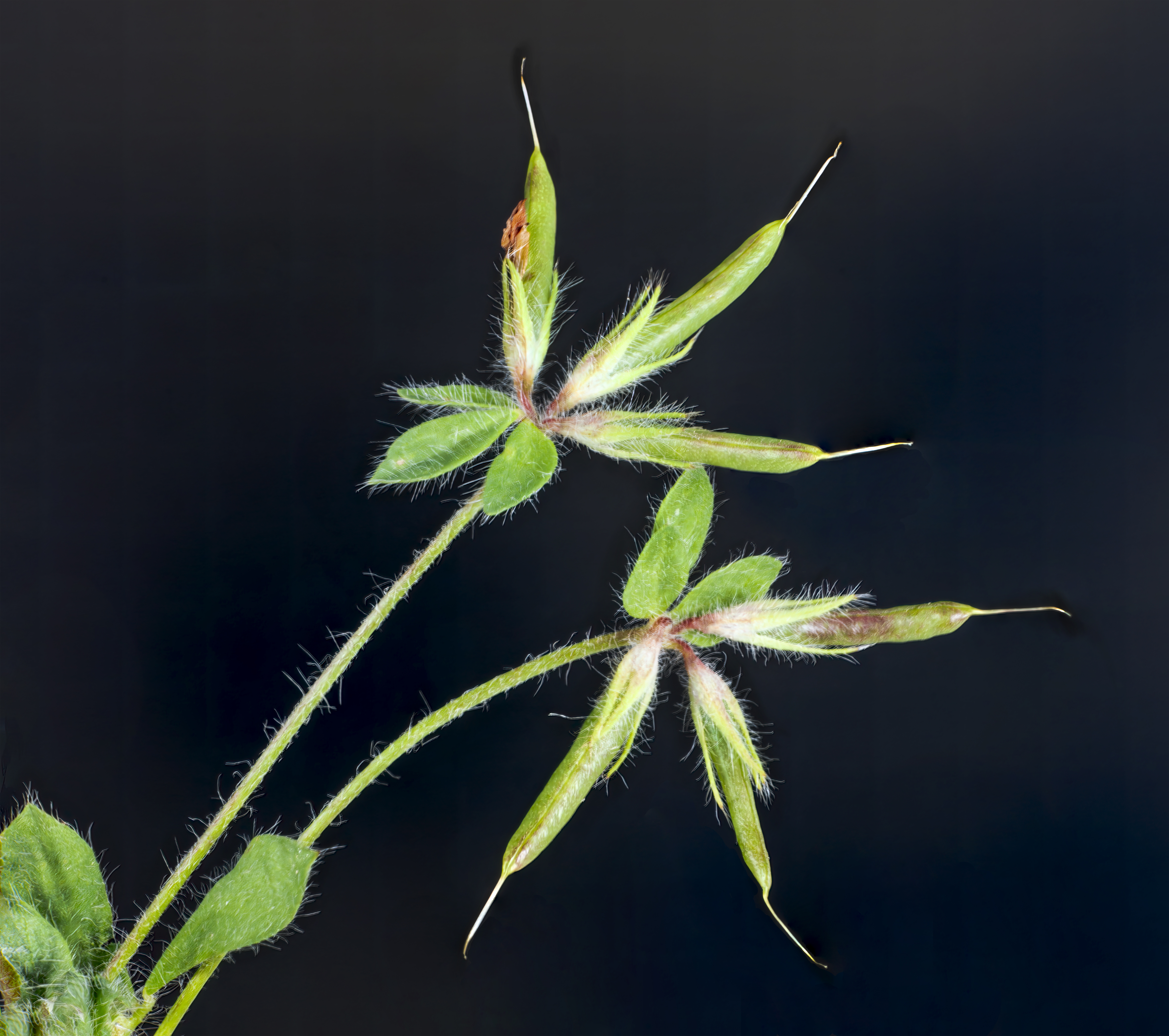